# De Press
De Press — польско-норвежская рок-группа 1980-х годов. Наряду с группами The Aller Værste! и Kjøtt считаются основоположниками музыкальной норвежской новой волны.

## История
Группа была создана в 1980 году в Осло по инициативе польского эмигранта Анджея Дзюбека (пол. Andrzej Dziubek), сменившего по приезде в Норвегию имя на «Андрей Небб» (норв. Andrej Nebb). Он стал вокалистом и басистом свежесозданного музыкального коллектива. Другими членами оригинального состава были гитарист Йорн Кристенсен (норв. Jørn Christensen) и ударник Ола Снортхейм (норв. Ola Snortheim).
В 1981 году группа выпустила свой первый альбом, называвшийся Block to Block. Сегодня этот релиз считается одним из лучших и наиболее влиятельных норвежских рок-альбомов, хотя при этом ни один из последующих альбомов группы не смог повторить успех дебюта. Музыка, которую играли De Press, была смесью типичного депрессивного нью-вейва начала 1980-х годов и фольклорных восточноевропейских мотивов, привнесённых Дзюбеком. Он же был и автором текстов большинства песен группы (зачастую имевших политический подтекст), которые он писал, смешивая норвежский, английский, польский и русский языки.  
В оригинальном составе группа просуществовала всего год, окончательно распавшись к 1983 году. В 1991 году группа возобновила выступления. На сегодняшний день Дзюбек остаётся единственным членом группы из первого состава.

## Современный состав
- Анджей Дзюбек (пол. Andrzej Dziubek) — вокал
- Дарек Будкевич (пол. Darek Budkiewicz) — бас-гитара
- Томаш Фудала (пол. Tomasz Fudala) — гитара
- Лукаш Гокаль (пол. Łukasz Gocal) — ударные

## Дискография

### Альбомы
- Block to block (1981 — норвежское издание, 2003 — польское издание)
- Produkt (1982 — норевежское издание)
- On The Other Side (live) (1983 — норвежское издание)
- The Ballshov Trio (1991 — норвежское издание)
- 3 Potocki (1991)
- Vodka Party (1993 — норвежское издание)
- Groj skrzypko groj (1994)
- Potargano chałpa (1996 — польское издание)
- Dwie tęsknoty (1998 — польское издание)
- Śleboda (2000)
- Russian party (2001 — польское издание)
- Cy bocycie Świnty Ojce (2002)
- Rekyl (2006 — норвежское издание)
- Zre nas konsumpcja (2008)
- Kolędy (2008)
- Myśmy Rebelianci (2009)
- Gromy i Pyłki (2010)